# Dexter Gordon
Dexter Gordon (født 27. februar 1923, død 25. april 1990) var en amerikansk tenor- og sopransaxofonist.
Beboppens førende musikere forenedes tidligt i hans spil til et helt personligt udtryk, og med kombinationen af rytmisk elegance, harmonisk dristighed og en frodig melodisk fantasi blev han, uden helt at kappe sine rødder til swingmusikken, den første fuldt udviklede bebop-tenorsaxofonist.
I størstedelen af 1950'erne var han i fængsel på grund af narkotikamisbrug, men fik i 1961 et monumentalt comeback.[kilde mangler]
Herefter tilbragte han størstedelen af de næste 14 år i Europa, det meste af tiden med base i København, hvor han både musikalsk og pædagogisk kom til at inspirere en yngre generation af danske musikere.
Som skuespiller medvirkede han i flere film; i 1986 spillede han hovedrollen i Bertrand Taverniers film Round Midnight, hvilket han blev nomineret til en Oscar for. Han foretog også en cameo som patient i Livet længe leve fra 1990, der blev udgivet efter hans død.